# Trametes
I funghi appartenenti al genere Trametes Fr. (1836) sono generalmente bianchi, con corpo fruttifero da pileato a sessile, con pori grandi e piccoli.
Tutte le specie sono da considerarsi non commestibili.

## Specie diTrametes
- Trametes gibbosa
- Trametes hirsuta
- Trametes pini
- Trametes pubescens
- Trametes versicolor